# AMC-11
AMC-11 (ehemals GE-11) ist ein kommerzieller Kommunikationssatellit des niederländischen Satellitenbetreibers SES World Skies.

## Geschichte
Der Start erfolgte am 19. Mai 2004 auf einer Atlas-2-Trägerrakete von der Cape Canaveral Air Force Station in einen geostationären Transferorbit. AMC-11 wurde im Juli 2004 bei seiner geostationären Position auf 131° West in Betrieb genommen. Von dort kann er in ganz Nordamerika empfangen werden.

## Technische Daten
Lockheed Martin baute AMC-11 auf Basis ihres Satellitenbusses der A2100-Serie. Der Satellit ist mit 24 C-Band-Transpondern ausgerüstet. Er ist dreiachsenstabilisiert und wog beim Start ca. 2,3 Tonnen. Außerdem wird er durch zwei große Solarmodule und Batterien mit Strom versorgt und besaß eine geplante Lebensdauer von 15 Jahren, welche er bereits übertraf.